# Neontico

Mapa con algunas de las principales antiguas ciudades griegas de Eólida, en la zona septentrional de Asia Menor. Neontico figura al sureste de Cime.

Neontico (en griego; Νέον Τεῖχος, cuyo significado es «Fuerte nuevo») era una antigua colonia griega de Eólida.
Heródoto la menciona entre las primitivas ciudades eolias. Según una tradición, los fundadores de Cime, cuando llegaron desde Lócride a Eólida después de la guerra de Troya, encontraron en la zona a pelasgos que vivían en Larisa y, tras levantar la fortaleza de Neontico, tomaron Larisa y fundaron Cime. Otra tradición mencionada en la Vida de Homero de Pseudo Heródoto señalaba que Neontico era una colonia de Cime que había sido fundada ocho años después de esta última y que allí estuvo Homero, recitó sus primeros versos y vivió de su poesía durante un tiempo. El lugar donde se sentaba a recitar sus versos era recordado por un álamo negro. Es mencionada también por Jenofonte.
Estrabón la sitúa a treinta estadios de Larisa Fricónida. Pseudo-Heródoto ubica cerca de la ciudad un monte llamado Sedene y el río Hermo.
Su localización es dudosa pero se ha sugerido que debe identificarse con unos restos que se hallan cerca de Yanik Köy.